# Matthias von Hartz
Matthias von Hartz (* 1970 in Augsburg) ist ein deutscher Regisseur, Kurator und Festivalleiter.

## Leben
Aufgewachsen in Augsburg und Lindau, studierte er Wirtschaftswissenschaften an der London School of Economics and Political Science und der Universität Nürnberg, danach Regie an der Hamburger Theaterakademie. Er inszenierte unter anderen auf Kampnagel, bei den Wiener Festwochen und an verschiedenen Stadt- und Staatstheatern. 2001 entwickelte er für das Deutsche Schauspielhaus Hamburg die politisch-künstlerische Reihe go create resistance und kuratierte in der Folge Projekte für große Theater und Museen.
Gemeinsam mit Tom Stromberg leitete er das Theaterfestival Impulse in Nordrhein-Westfalen (2006 bis 2011) und relaunchte und verantwortete das Internationale Sommerfestival Hamburg auf Kampnagel (2007 bis 2012). Für die Berliner Festspiele kuratierte er von 2012 bis 2016 das inzwischen eingestellte internationale Festival Foreign Affairs. 2016 bis 2018 war von Hartz Co-Kurator für internationale Produktionen des Athens & Epidaurus Festival und Artistic Advisor des Manchester International Festival.
Seit 2018 ist von Hartz Künstlerischer Leiter des 1980 gegründeten internationalen Performing Arts Festivals Zürcher Theater Spektakel. Er hat das Festival um ein diskursives Programm erweitert und vermehrt auch installative und performative Arbeiten aus der Bildenden Kunst kuratiert.

## Gremien
Matthias von Hartz war mehrere Perioden Mitglied des Beirats des Goethe-Instituts für Darstellende Künste und Juror des Elbkulturfonds.

## Publikationen
- Es geht auch anders, Theater der Zeit, Berlin, 2011, ISBN 978-3-942449-43-4

- Besser wärs, es gäbe wirklich was zu feiern, Theater der Zeit, Berlin, 2013, ISBN 978-3-943881-18-9

- How to frame – on the Tresholds of Performing and Visual Arts, Sternberg Press, Berlin, 2016, ISBN 978-3-95679-247-2

- Matthias von Hartz ist Autor verschiedener kulturpolitischer Essays zur Struktur des deutschsprachigen Theatersystems u. a. in «Heart of the City Theater der Zeit Arbeitsbuch 20» und als Initiator der mehrjährigen Debatte zur Zukunft des Stadttheaters auf nachtkritik.de.